# Audrey Bitoni
Audrey Bitoni (Pasadena, California; 16 de agosto de 1986) es el nombre artístico de Audrey Amessa, una actriz pornográfica estadounidense.

## Biografía
Aunque nació en Pasadena (California), Bitoni creció en Chicago (Illinois), de Jeremy Bitoni y Maria Amessa. Asistió a la Universidad de Arizona para estudiar Periodismo. En 2004, con tan solo 18 años y mientras era estudiante de instituto, fue modelo de Playboy para una de sus ediciones especiales, y consiguió salir en la portada. La experiencia le gustó tanto que se planteó el desnudo como perspectiva de futuro a corto plazo, aunque sin llegar nunca a abandonar sus estudios académicos que concluyó con éxito. A los 20 se graduó y volvió a trabajar como modelo, consiguiendo ese 2006 darse a conocer en el porno. Su origen italiano-español le da un exotismo particular, que le ha llevado a ser exhibicionista desde muy joven. Dice ser muy sexual, dulce y cariñosa, desde una edad muy temprana -tanto con chicos como con chicas, puesto que es bisexual- y en el mismo año de debut en el porno, comenzó a participar en fiestas con otras chicas que trabajaban para las empresas más importantes del negocio. Es una de las actrices más queridas en su industria, por su talante bondadoso. 
Estuvo nominada a Mejor Actriz Principiante en 2008, y en noviembre de ese mismo año posó para Penthouse, además de ser elegida Mascota del mes. Actualmente reside en el Valle de San Fernando, lugar cercano a su ciudad natal.

## Filmografía
2007:
- Broken.
- Hogtied Businesswomen!.
- Garter-Stockin Discoveries!.
- Let's See You Get Loose Now, Honey!
- 1 on 1.
- The 4 Finger Club 24.
- Ashlynn & Friends 2.
- Big Rack Attack 3.
- Bound to Please 3.
- Brat School.
- Carmen Inked.
- The Contractor 2.
- Control 5.
- Deeper 6 y 7.
- Dirty Little Stories 2.
- The Doll House.
- Dolores of my Heart.
- Fetish Fucks.
- Fishnets 7.
- Foreplay.
- Fucked on Sight 2.
- Fucking me POV 2.
- Girls Will Be Girls 2.
- Girlvana 3.
- The Good, the Bad & the Slutty 2.
- Hannah Erotique.
- Jack's Leg Show.
- Jack's POV 6.
- Munch Box.
- The Muse.
- My First Porn 9.
- Naughty America 4 her 3.
- Naughty Book Worms 9.
- Naughty Office 8.
- Neighbor Affair 5.
- Nylons 2.
- Only in Your Dreams.
- Operation: Desert Stormy.
- Pop Star.
- Pornstar Confessions.
- Pure Sextacy 2.
- Rain Coater's PoV 5.
- Sexual Freak 5.
- Sex with Young Girls 11.
- Shay Jordan: Scream.
- Slime Ballin 2.
- Sophia Santi's Juice.
- Spunk'd 7.
- Tease me Then Please me 6.
- Throb 2.
- Wasted Youth 3.
- Who's that Girl 4.
- Women of Color 12.

2006:
- 2 Young to Fall in Love 3.
- All Alone.
- Chicks & Salsa 4.
- Cum Beggars 5.
- Fresh Outta High School 3.
- My Sister's Hot Friend 6.
- Naughty College School Girls 40.
- Stuffin Young Muffins 7.
- Tits Ahoy 4.
- Young as They Cum 21.